# Algemeen ziekenhuis Winterswijk
Het Algemeen Ziekenhuis Winterswijk was een ziekenhuis, gelegen in Winterswijk in de Gelderse Achterhoek.
Het ziekenhuis was gevestigd aan de Eelinkstraat in Winterswijk.
De oorspronkelijke opzet was van Nederlands Hervormde signatuur. Om ook het Rooms Katholieke deel van de bevolking bij de plannen te betrekken is dit in 1923 gewijzigd in een plan voor de stichting van een groot ziekenhuis, met een aparte vleugel voor de R.K.-bevolking. Van katholieke zijde wenst men toch een ziekenhuis voor de eigen zuil en bouwt men het het Sint Elisabethziekenhuis Winterswijk aan de Vredenseweg. Beide ziekenhuizen komen in 1926 gereed.
Het Algemeen Ziekenhuis begint met 40 bedden en voor die tijd uitgebreide voorzieningen. Naast het ziekenhuis komt een sanatorium voor tuberculosepatiënten en een barak voor besmettelijke ziekten. Het aantal verpleegdagen is al snel voldoende om al zelf verpleegkundigen te mogen opleiden. Het ziekenhuis wordt dan tot de grotere instellingen gerekend.
Na de Tweede Wereldoorlog vinden diverse uitbreidingen plaats. In 1951 is het ziekenhuis gegroeid tot 200 bedden. Het aantal verpleegdagen nam toe van ca. 15.000 in de jaren '20 tot 60.000 in de jaren '60. Het personeelsbestand is in die periode vertienvoudigd.
De beide Winterswijkse ziekenhuizen zijn in 1984 met het Sint Vincentius Ziekenhuis (Groenlo) en de Sint Bonifacius Ziekenverpleging (Lichtenvoorde) samen gegaan in het Streekziekenhuis Koningin Beatrix. Hiervoor is aan de westzijde van Winterswijk een geheel nieuw ziekenhuis gebouwd.